# 謝瑜
謝瑜（1499年—1558年），字如卿，號狷齋，浙江上虞人，明朝政治人物，同進士出身。

## 生平
嘉靖十一年（1532年）登壬辰科進士，授浦城縣知縣。嘉靖十六年（1537年）改南京廣東道試監察御史。次年，實授南京廣東道監察御史，后改雲南道監察御史。嘉靖十九年（1540年）兩次上書彈劾嚴嵩，后被貶歸鄉。隆慶初年（1567年）復官，贈太僕寺少卿。與徐學詩、葉經、陳紹合稱“上虞四諫”。

## 家族
曾祖謝惠，祖謝俊，父謝允中，母朱氏。

## 延伸阅读
[在维基数据编辑]
 《明史卷二百一十》，出自《明史》